# 鲇鱼山灌区
鲇鱼山灌区是位于中国河南省商城县、固始县的一个灌区，其水源为灌河上游的鲇鱼山水库。灌区设计面积85.3万亩，实际面积为83.9万亩，进水闸设计流量为119立方米每秒。